# Heliconius superioris
Heliconius superioris är en fjärilsart som beskrevs av Butler 1875. Heliconius superioris ingår i släktet Heliconius och familjen praktfjärilar. Inga underarter finns listade i Catalogue of Life.